# Недялко Романов
Недялко Романов e български католически свещеник, конвентуалец.

## Биография
Петър Франчешков Романов е роден на 5 септември 1911 г. в село Балтаджии (днес кв. Секирово на град Раковски), в католическо семейство, дало много свещеници на Църквата в България – епископ Иван Романов е негов чичо. Религиозното си образование получава в Асизи, Италия при отците-конвентуалци и в техния колеж Серафикум в Рим. Полага вечните си обети на 6 януари 1933 г. Ръкоположен е за свещеник на 2 септември 1934 г. в Асизи.
Започва да служи в Серафимската провинция Умбрия и в Асизи. През 1942 г. се завръща в България и преминава към източния обред. В продължение на почти 30 години служи в енориите в Покрован и Кобилино в Южна България. По време на тоталитарния режим е бил принуден 15 години да работи в горско стопанство, за да се издържа, като през това време е изпълнявал и всичките си свещенически задължения. Бил е осъден на 1 година затвор, заради „неуважително отношение към народната власт“.
От 1970 г. е духовник в Никополската епархия, първо няколко години служи в енория „Свети Архангил Михаил” в село Трънчовица. След това е назначен за енорийски свещеник на енория „Пресвета Троица” в село Асеново, където служи повече от 20 години, до смъртта си. 
Умира на 12 юли 1999 г. в болницата в Плевен. Погребан е в родното си място Секирово. През 2010 г. в енорийската църква в Асеново е поставена паметна плоча от признателните миряни за неговото служение в енорията.